# Маклаут (Канзас)
Маклаут (англ. McLouth) — місто (англ. city) в США, в окрузі Джефферсон штату Канзас. Населення — 859 осіб (2020).

## Географія
Маклаут розташований за координатами 39°11′44″ пн. ш. 95°12′31″ зх. д. / 39.19556° пн. ш. 95.20861° зх. д. (39.195537, -95.208606).  За даними Бюро перепису населення США в 2010 році місто мало площу 1,55 км², з яких 1,54 км² — суходіл та 0,01 км² — водойми.

## Демографія
Згідно з переписом 2010 року, у місті мешкало 880 осіб у 341 домогосподарстві у складі 240 родин. Густота населення становила 568 осіб/км².  Було 384 помешкання (248/км²).
Расовий склад населення:
| - 95,6 % — білих - 0,8 % — чорних або афроамериканців - 0,6 % — корінних американців - 0,3 % — азіатів |

До двох чи більше рас належало 1,9 %. Частка іспаномовних становила 1,1 % від усіх жителів.
За віковим діапазоном населення розподілялося таким чином: 31,5 % — особи молодші 18 років, 56,1 % — особи у віці 18—64 років, 12,4 % — особи у віці 65 років та старші. Медіана віку мешканця становила 32,2 року. На 100 осіб жіночої статі у місті припадало 95,6 чоловіків;  на 100 жінок у віці від 18 років та старших — 87,3 чоловіків також старших 18 років.
Середній дохід на одне домашнє господарство  становив 54 768 доларів США (медіана — 49 318), а середній дохід на одну сім'ю — 63 624 долари (медіана — 57 120). Медіана доходів становила 45 000 доларів для чоловіків та 33 173 долари для жінок. За межею бідності перебувало 15,5 % осіб, у тому числі 18,0 % дітей у віці до 18 років та 1,9 % осіб у віці 65 років та старших.
Цивільне працевлаштоване населення становило 605 осіб. Основні галузі зайнятості: освіта, охорона здоров'я та соціальна допомога — 20,7 %, будівництво — 14,0 %, виробництво — 13,7 %.